# 勒塔布利耶
勒塔布利耶（法語：Le Tablier，法語發音：[lə tablije]）是法国卢瓦尔河地区大区旺代省的一个市镇，属于永河畔拉罗什区。

## 地理
勒塔布利耶（46°34'29"N, 1°20'37"W）面积9.28 平方千米，位于法国卢瓦尔河地区大区旺代省，该省份为法国西部沿海省份，北起大西洋卢瓦尔省和曼恩-卢瓦尔省，西临大西洋，南至滨海夏朗德省，东部及东南部与德塞夫勒省接壤。
与勒塔布利耶接壤的市镇（或旧市镇、城区）包括：吉贝尔堡、罗奈、里沃德利永。
勒塔布利耶的时区为UTC+01:00、UTC+02:00（夏令时）。

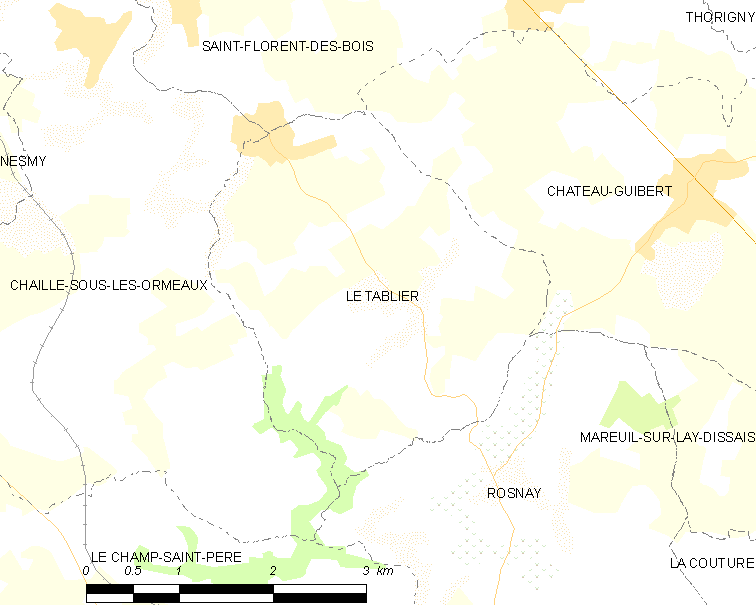
勒塔布利耶的OSM定位图

## 行政
勒塔布利耶的邮政编码为85310，INSEE市镇编码为85285。

## 政治
勒塔布利耶所属的省级选区为莱河畔马勒伊-迪赛县。

## 人口

1962-2008年间勒塔布利耶人口变化图示

勒塔布利耶于2022年1月1日时的人口数量为756人。